# Der geheime Club der zweitgeborenen Royals
Der geheime Club der zweitgeborenen Royals (Originaltitel: Secret Society of Second-Born Royals) ist ein US-amerikanischer Fantasy-Actionfilm von Anna Mastro. Die Hauptrollen werden von Peyton Elizabeth Lee, Skylar Astin und Élodie Yung gespielt. Der Film wurde zusammen vom Disney Channel und Walt Disney Pictures produziert und erschien am 25. September 2020 auf Disney+.

## Handlung
Eleanor ist die Kronprinzessin des Königreiches von Illyrien, sie soll und will nach dem Tod ihres Vaters und ihres Onkels den Thron besteigen und die aktuelle Regentin, ihre Mutter Catherine, ablösen. Ihre jüngere Schwester Samantha (Sam) ist dagegen unangepasst und hält wie ihr Freund Mike nichts von der Monarchie. Lieber widmen sich beide der Rockmusik. Bei einem gemeinsam besuchten Konzert im Untergrund stellt Sam eine Leistungssteigerung und Überreizung ihrer Sinne fest und löst die Sprinkleranlage aus. Beide werden verhaftet. Wieder zurück im Palast, teilt Catherine ihr mit, dass sie die Sommerschule besuchen soll als Ersatz für die verpasste Klausur.
Neben Sam besuchen nur noch wenige weitere Personen die Sommerschule:
- die eifrige und freundliche January
- der stille und sozial unbeholfene Matteo
- der eingebildete und beliebte Tuma
- die sozial vernetzte und aufgeblasene Roxana.

Morrow, der Leiter der Sommerschule, offenbart ihnen, dass sie alle Zweitgeborene eines Königshauses sind und aufgrund eines Gens, das nur bei diesen auftritt, im Zuge der Pubertät jeweils eine Superkraft entwickeln. Daher ist der Besuch der Sommerschule nur Vorwand für die Ausbildung zum Mitglied der Geheimgesellschaft Geheimer Club der zweitgeborenen Royals ist. Diese hat sich dem Schutz der Welt und dem Dienst an den verschiedenen Monarchien verschrieben und wird, zu Sams Überraschung, von Catherine geleitet. Wer die Ausbildung nicht besteht, bekommt die Superkraft und die Erinnerung an die Ausbildung genommen.
Sams Superkraft sind geschärfte Sinne, wohingegen sich Roxana unsichtbar machen kann. Tuma hat mentale Überzeugungskraft, January kann vorübergehend andere Fähigkeiten übernehmen und Matteo kann Insekten kontrollieren. Während sie die Beherrschung ihrer Superkraft trainieren, kommen sie sich auch menschlich näher. Tuma gibt zu, dass seine Überzeugungskraft dazu geführt hat, dass er eingebildet ist, während Matteo glaubt, dass er nun seinen Platz und seine Aufgabe gefunden hat, nachdem er sich vorher ignoriert gefühlt hat. Roxana erkennt, dass es mehr gibt, als nur zahlreiche Anhänger in den sozialen Medien zu haben, und January enthüllt, dass sie einen Zwillingsbruder hat, von dem sie sich unter Druck gesetzt fühlt, weil er einige Sekunden älter ist als sie. Währenddessen bricht Häftling 34 aus dem Gefängnis der Geheimgesellschaft aus und nutzt wieder seine telekinetischen Fähigkeiten.
Wegen einer noch dazu fehlgeschlagenen Übung hat Sam einen Auftritt mit Mike verpasst und ihn auch nicht informieren können. Ihre neuen Freunde muntern sie auf, und sie bereiten sich auf die bevorstehende Krönung Elenors vor. Als Mike Sam dabei ertappt, wie sie mit January abhängt, glaubt er, dass sie nichts mehr mit ihm zu tun haben will. Als Häftling 34 die Gruppe angreift, verfolgt Sam ihn, da er sie Schneeflocke nennt – ein Kosename, den ihr Vater ihr gegeben hatte. Bei der Verfolgungsjagd durch den Wald wird Morrow, dessen Superkraft die Selbstvervielfältigung ist, verletzt und muss ins Krankenhaus. January rettet Sam, indem sie Häftling 34 seine Kräfte nimmt. Dieser kommt wieder in seine Zelle, wo Sam ihn zu sehen wünscht. Häftling 34 ist ihr Onkel Edmond, der seinen Bruder umbrachte, um die Monarchie zu stürzen und die Menschen in Illyrien zu freien Bürgern zu machen. Als Eleanor Sam mitteilt, dass sie wolle, dass Sam sich frei fühle, beginnt Sam, ihre Beziehung zu ihrer Schwester neu zu bewerten.
Sams neue Freunde planen, an Eleanors Krönung teilzunehmen. An deren Tag stellt sich heraus, dass January heimlich mit Edmond verbündet ist. Sie nimmt Tuma seine Kraft und bringt damit die Wachen dazu, Edmond freizulassen. Als Gegenleistung ist vereinbart, dass Edmond ihren, aus ihrer Sicht für die Aufgabe ungeeigneten, Bruder tötet, damit sie stattdessen den Thron besteigen kann. Matteo gelingt es, Sam mit einer Biene zu warnen, bevor January Matteo, Roxana und Tuma in Edmonds Zelle einsperrt. Währenddessen eilt Sam zu Mike, entschuldigt sich bei ihm, verrät ihm einiges über die Geheimgesellschaft und gewinnt ihn zur Mithilfe. Sie können January ausschalten und sich dann Edmond entgegenstellen. Dieser will ein Gerät einsetzen, das jeden mit königlichem Blut, der an der Krönungsfeier teilnimmt, ausschaltet. Schließlich gelingt es den Fünfen, das Gerät umzuprogrammieren und Matteo in einer experimentellen Miniaturkammer einzufangen. Die Krönungszeremonie kann weiterhin ungestört ablaufen.
Sam, Matteo, Roxana und Tuma werden in die Geheimgesellschaft aufgenommen, während Morrows Verletzungen ausheilen. Sam enthüllt Eleanor gegenüber die Existenz der Geheimgesellschaft, umgekehrt verspricht diese ihr, dass ihre erste Aktivität als Königin die Einrichtung eines Parlaments sein wird. January ist geflohen und fordert die Gesellschaft heraus, weshalb die vier per Jet zu ihrer nächsten Mission aufbrechen.

## Produktion
Im März 2019 wurde angekündigt, dass Der geheime Club der zweitgeborenen Royals in Entwicklung für den Streamingdienst Disney+ sei, mit Zanne Devine, Austin Winsberg und Mike Karz als Executive Producern, Anna Mastro als Regisseurin und Alex Litvak und Andrew Green als Drehbuchautoren. Im Mai 2019 wurde bekanntgegeben, dass Élodie Yung mitspielen wird, Peyton Elizabeth Lee wurde als Hauptdarstellerin bestätigt und Greg Bryk als Antagonist. Die Dreharbeiten fanden ab dem 6. Mai 2019 in Ontario statt. Am 27. Mai 2020 wurde der offizielle Trailer zum Film veröffentlicht.

## Veröffentlichung
Der Film sollte ursprünglich am 17. Juli 2020 auf Disney+ erscheinen. Dieser Termin wurde jedoch auf dem 25. September 2020 verschoben.

## Rezeption
Der Film wurde lediglich in 58 % der 30 von Rotten Tomatoes ausgewerteten Kritiken positiv bewertet, bei einer durchschnittlichen Benotung von 5,2 der 10 möglichen Punkte. Jeannette Catsoulis von der New York Times verreist den Film als klischeehafte, inkohärente Erzählung, die nicht weiß, wie man „kinderfreundlich sein kann, ohne dumm zu sein“.

## Auszeichnungen
Critics’ Choice Super Awards 2021
- Nominierung als Bester Superheldenfilm
- Nominierung als Bester Schauspieler in einem Superheldenfilm (Skylar Astin)
- Nominierung als Beste Schauspielerin in einem Superheldenfilm (Peyton Elizabeth Lee)[10]